# Konrad Blažek
Pour les articles homonymes, voir Blažek.
Konrad Blažek (également Konrad Blaźek ou Conrad Blazek ; né le 13 décembre 1839 à Hennerwitz, arrondissement de Leobschütz (de), Haute-Silésie et mort le 3 juillet 1903 à Bladowitz, margraviat de Moravie) est un généalogiste et héraldiste prussien.

## Biographie
À Bladowitz, il est pasteur. Il travaille avec l'héraldiste Heinrich Kadich von Pferd (de) et l'héraldiste George Adalbert von Mülverstedt sur le Nouveau Siebmacher. Il édite trois volumes en tant que collaborateur sur ce livre.

## Travaux
- Der Adel von Österreich-Schlesien (= J. Siebmacher’s grosses und allgemeines Wappenbuch. Vierten Bandes elfte Abtheilung). Bauer & Raspe, Nuremberg 1885 (online beim GDZ).
- Der abgestorbene Adel der preussischen Provinz Schlesien und der Oberlausitz (= J. Siebmacher’s grosses und allgemeines Wappenbuch. Sechsten Bandes achte Abtheilung).
  - Teil 1, Nuremberg 1887 (online auf sbc.org.pl).
  - Teil 2, Nuremberg 1890 (online auf sbc.org.pl).
  - Teil 3, Nuremberg 1894 (online auf sbc.org.pl).
- Der mährische Adel (= J. Siebmacher’s grosses und allgemeines Wappenbuch. Vierten Bandes zehnte Abtheilung). Bauer & Raspe, Nuremberg 1899, in Zusammenarbeit mit Kadich (online beim GDZ).
- Die Wappen des schlesischen Adels. Verlag Bauer & Raspe, Neuauflage 1977,  (ISBN 3-87947-017-0) (schlesische Wappen 613 Seiten und 386 Tafeln).
- Die Wappen der deutschen Landesfürsten. In Zusammenarbeit mit Mülverstedt.
- Die Wappen des preussischen Adels. In Zusammenarbeit mit Mülverstedt.